# 12719 Пінгре
12719 Пінгре (12719 Pingré) — астероїд головного поясу, відкритий 6 червня 1991 року.
Тіссеранів параметр щодо Юпітера — 3,578.